# Brachypodius
Brachypodius is een geslacht van zangvogels uit de familie buulbuuls (Pycnonotidae). Het geslacht is afgesplitst van het geslacht Pycnonotus en kent vier soorten:
- Brachypodius fuscoflavescens  – Andamanenbuulbuul
- Brachypodius melanocephalos  – Zwartkopbuulbuul
- Brachypodius nieuwenhuisii  – Blauwlelbuulbuul
- Brachypodius priocephalus  – Grijskopbuulbuul